# Wereldbeker boogschieten 2014
De negende editie van de wereldbeker boogschieten werd gehouden van 22 april tot 7 september 2014. Er werden vier wereldbekerwedstrijden gehouden die afgesloten werd met een finale in de individuele nummers en de gemengde competitie.

## Finale
De finale werd gehouden in Lausanne, Zwitserland van 5 tot 7 september 2014.
| M/V                    | Onderdeel                              | Goud                                           | Zilver           | Brons |
| Mannen                 |                                        |                                                |                  |       |
| Recurve - individueel  | Brady Ellison                          | Marcus D'Almeida                               | Rick van der Ven |       |
| Compound - individueel | Bridger Deaton                         | Pierre-Julien Deloche                          | Reo Wilde        |       |
| Vrouwen                |                                        |                                                |                  |       |
| Recurve - individueel  | Aída Román                             | Cheng Ming                                     | Xu Jing          |       |
| Compound - individueel | Sara López                             | Erika Jones                                    | Natalja Avdejeva |       |
| Teams                  |                                        |                                                |                  |       |
| Recurve - gemengd      | Mexico Aída Román Eduardo Vélez        | Zwitserland Iliana Deineko Florian Faber       | -                |       |
| Compound - gemengd     | Verenigde Staten Erika Jones Reo Wilde | Zwitserland Clementine de Guili Patrizio Hofer | -                |       |

## Stages

### Stage 1
De eerste stage werd gehouden van 22 tot 27 april 2014 in Shanghai.
| M/V                    | Onderdeel                                                    | Goud                                                      | Zilver                                                        | Brons |
| Mannen                 |                                                              |                                                           |                                                               |       |
| Recurve - individueel  | Hideki Kikuchi                                               | Pierre Plihon                                             | Rick van der Ven                                              |       |
| Recurve - team         | Japan Takaharu Furukawa Hideki Kikuchi Shohei Ota            | Australië Matthew Gray Ryan Tyack Taylor Worth            | Nederland Mick De Bakker Sjef van den Berg Rick van der Ven   |       |
| Compound - individueel | Sébastien Peineau                                            | Pierre Julien Deloche                                     | Bridger Deaton                                                |       |
| Compound - team        | Verenigde Staten Reo Wilde Braden Gellenthien Bridger Deaton | Australië Robert Timms Derek Jacobs Michael Brosnan       | Rusland Michail Zbrodov Viktor Kalasjnikov Aleksandr Dambajev |       |
| Vrouwen                |                                                              |                                                           |                                                               |       |
| Recurve - individueel  | Elena Richter                                                | Xu Jing                                                   | Aída Román                                                    |       |
| Recurve - team         | China Cheng Ming Fang Yuting Xu Jing                         | Colombia Ana Maria Rendon Natalia Sanchez Maira Alejandra | Japan Ren Hayakawa Ayano Kato Saori Nagamine                  |       |
| Compound - individueel | Choi Bo-min                                                  | Sara López                                                | Alejandra Usquiano                                            |       |
| Compound - team        | Verenigde Staten Erika Jones Tristan Skarvan Jamie Van Natta | Chinees Taipei Huang I-jou Wen Ning-meng Wu Ting-ting     | Zuid-Korea Choi Bo-min Kim Yun-hee Seok Ji-hyun               |       |
| Teams                  |                                                              |                                                           |                                                               |       |
| Recurve - gemengd      | Verenigde Staten Mackenzie Brown Brady Ellison               | Mexico Aída Román Juan René Serrano                       | Verenigd Koninkrijk Naomi Folkard Larry Godfrey               |       |
| Compound - gemengd     | Zuid-Korea Kim Yun-hee Min Li-hong                           | Verenigde Staten Bridger Deaton Erika Jones               | Frankrijk Pierre Julien Deloche Sophie Dodemont               |       |

### Stage 2
De tweede stage werd gehouden van 13 tot 18 mei 2014 in Medellín.
| M/V                    | Onderdeel                                                    | Goud                                                     | Zilver                                                           | Brons |
| Mannen                 |                                                              |                                                          |                                                                  |       |
| Recurve - individueel  | Lee Seung-yun                                                | Oh Jin-hyek                                              | Kim Woo-jin                                                      |       |
| Recurve - team         | Zuid-Korea Kim Woo-jin Ku Bon-chan Oh Jin-hyek               | India Sanjay Boro Atanu Das Thupuvoyi Swuro              | Verenigde Staten Jeremiah Cusick Brady Ellison Jake Kaminski     |       |
| Compound - individueel | Peter Elzinga                                                | Daniel Munoz                                             | Reo Wilde                                                        |       |
| Compound - team        | Verenigde Staten Reo Wilde Braden Gellenthien Bridger Deaton | Nederland Ruben Bleyendaal Peter Elzinga Mike Schloesser | Italië Daniele Bauro Sergio Pagni Federico Pagnoni               |       |
| Vrouwen                |                                                              |                                                          |                                                                  |       |
| Recurve - individueel  | Jung Dasomi                                                  | Lisa Unruh                                               | Natalja Erdyniejeva                                              |       |
| Recurve - team         | Duitsland Elena Richter Lisa Unruh Karina Winter             | China Cao Hui Qi Yuhong Zhu Jueman                       | Zuid-Korea Joo Hyun-jung Jung Dasomi Lee Tuk-young               |       |
| Compound - individueel | Erika Jones                                                  | Toja Cerne                                               | Inge Van Caspel                                                  |       |
| Compound - team        | Verenigde Staten Erika Jones Paige Pearce Jamie Van Natta    | Colombia Aura Maria Bravo Sara López Alejandra Usquiano  | Mexico Ali Citlalli Castillo Alexis Madrid Katya Sofia Rodriguez |       |
| Teams                  |                                                              |                                                          |                                                                  |       |
| Recurve - gemengd      | Zuid-Korea Lee Tuk-young Oh Jin-hyek                         | Brazilië Marcus D'Almeida Sarah Nikitin                  | India Atanu Das Bombayla Devi Laishram                           |       |
| Compound - gemengd     | Frankrijk Pierre Julien Deloche Sophie Dodemont              | Nederland Mike Schloesser Inge Van Caspel                | Verenigde Staten Reo Wilde Erika Jones                           |       |

### Stage 3
De derde stage werd gehouden van 10 tot 15 juni 2014 in Antalya.
| M/V                    | Onderdeel                                                        | Goud                                                              | Zilver                                                       | Brons |
| Mannen                 |                                                                  |                                                                   |                                                              |       |
| Recurve - individueel  | Florian Kahllund                                                 | Ku Bon-chan                                                       | Takaharu Furukawa                                            |       |
| Recurve - team         | Zuid-Korea Kim Woo-jin Ku Bon-chan Oh Jin-hyek                   | Rusland Galsan Bazarzjapov Bair Tsybekdorzjiejev Bolot Tsybzjitov | Japan Takaharu Furukawa Hideki Kikuchi Hirokuni Sato         |       |
| Compound - individueel | Choi Yong-hee                                                    | Rajat Chauhan                                                     | Mike Schloesser                                              |       |
| Compound - team        | Nederland Ruben Bleyendaal Peter Elzinga Mike Schloesser         | Italië Luigi Dragoni Stefano Mazzi Sergio Pagni                   | Verenigde Staten Reo Wilde Braden Gellenthien Bridger Deaton |       |
| Vrouwen                |                                                                  |                                                                   |                                                              |       |
| Recurve - individueel  | Chang Hye-jin                                                    | Cheng Ming                                                        | Ren Hayakawa                                                 |       |
| Recurve - team         | China Cheng Ming Fang Yuting Xu Jing                             | Zuid-Korea Chang Hye-jin Jung Dasomi Lee Tuk-young                | Rusland Ksenia Perova Tatjana Segina Inna Stepanova          |       |
| Compound - individueel | Natalja Avdejeva                                                 | Fatimah Almashhadani                                              | Janine Meissner                                              |       |
| Compound - team        | Rusland Natalja Avdejeva Svetlana Tsjerkasjnjova Albina Loginova | Verenigde Staten Erika Jones Christie Colin Jamie Van Natta       | India Trisha Deb Lily Chanu Paonam Purvasha Sudhir Shende    |       |
| Teams                  |                                                                  |                                                                   |                                                              |       |
| Recurve - gemengd      | CHN Wang Gang Fang Yuting                                        | IND Jayanta Talukdar Bombayla Devi Laishram                       | KOR Lee Tuk-young Kim Woo-jin                                |       |
| Compound - gemengd     | België Michael Cauwe Sarah Prieels                               | Colombia Camilo Andres Cardona Sara López                         | Slovenië Toja Cerne Dejan Sitar                              |       |

### Stage 4
De vierde stage werd gehouden van 5 tot 10 augustus 2014 in Wrocław.
| M/V                    | Onderdeel                                                  | Goud                                                             | Zilver                                             | Brons |
| Mannen                 |                                                            |                                                                  |                                                    |       |
| Recurve - individueel  | Rick van der Ven                                           | Mauro Nespoli                                                    | Jean-Charles Valladont                             |       |
| Recurve - team         | Mexico Luis Álvarez Juan René Serrano Pedro Vivas Lacala   | India Atanu Das Tarundeep Rai Jayanta Talukdar                   | China Gu Xuesong Li Jialun Yong Zhiwei             |       |
| Compound - individueel | Pierre Julien Deloche                                      | Reo Wilde                                                        | Aleksandr Dambajev                                 |       |
| Compound - team        | Denemarken Martin Damsbo Stephan Hansen Patrick Laursen    | Mexico Gerardo Alvarado Mario Cardoso Julio Fierro               | Italië Mauro Bovini Luigi Dragoni Sergio Pagni     |       |
| Vrouwen                |                                                            |                                                                  |                                                    |       |
| Recurve - individueel  | Ika Yuliana Rochmawati                                     | Xu Jing                                                          | Deepika Kumari                                     |       |
| Recurve - team         | India Deepika Kumari Bombayla Laishram Laxmirani Majhi     | Mexico Gabriela Bayardo Aída Román Alejandra Valencia            | China Cheng Ming Xú Jīng Zhu Jueman                |       |
| Compound - individueel | Cansu Ecem Coskun                                          | Sara López                                                       | Albina Loginova                                    |       |
| Compound - team        | Verenigde Staten Erika Jones Christie Colin Crystal Gauvin | Rusland Natalja Avdejeva Svetlana Tsjerkasjnjova Albina Loginova | Colombia Sara López Maja Marcen Alejandra Usquiano |       |
| Teams                  |                                                            |                                                                  |                                                    |       |
| Recurve - gemengd      | Mexico Aída Román Luis Eduardo Velez                       | Rusland Tatjana Segina Bair Tsybekdorzjiejev                     | India Jayanta Talukdar Deepika Kumari              |       |
| Compound - gemengd     | Verenigde Staten Braden Gellenthien Crystal Gauvin         | India Abhishek Verma Purvasha Sudhir Shende                      | Rusland Aleksandr Dambajev Natalja Avdejeva        |       |

2006 ·
2007 ·
2008 ·
2009 ·
2010 ·
2011 ·
2012 ·
2013 ·
2014 ·
2015 ·
2016 ·
2017 ·
2018 ·
2019 ·
2020 ·
2021 ·
2022 ·
2023 ·
2024